# Constantin Wilhelm Albert Müller
Constantin Wilhelm Albert Müller was een Duits militair die vocht in de Eerste Wereldoorlog.
Hij bracht het tot de hoge rang van een Generalleutnant. De Duitse keizer en Pruisisch koning Wilhelm II verleende hem de IIIe Klasse van de Orde van de Rode Adelaar en bevorderde hem op 23 oktober 1918 tot de IIe Klasse met eikenbladeren en zwaarden.